# Frames (album)
Frames è il terzo album degli Oceansize, gruppo musicale di Manchester, pubblicato nel 2007.

## Tracce
1. Commemorative 9/11 T-Shirt
2. Unfamiliar
3. Trail of Fire
4. Savant
5. Only Twin
6. An Old Friend of the Christies
7. Sleeping Dogs and Dead Lions
8. The Frame

## Formazione
- Mike Vennart - chitarra, voce
- Steve Durose - chitarra, voce
- Stanley Posselthwaite (Gambler) - chitarra
- Jon Ellis - basso, tastiere
- Mark Heron - batteria